# Krasne (powiat sokólski)
Krasne – wieś w Polsce położona w województwie podlaskim, w powiecie sokólskim, w gminie Janów.
Wieś królewska ekonomii grodzieńskiej położona była w końcu XVIII wieku  w powiecie grodzieńskim województwa trockiego. W latach 1975–1998 miejscowość należała administracyjnie do województwa białostockiego.
Wierni kościoła rzymskokatolickiego należą do parafii św. Jerzego w Janowie.

## Historia
Miejscowość istnieje od ok. 1710 roku kiedy została osadzona na wyrobiskach Puszczy Nowodworskiej przez generała artylerii Wielkiego Księstwa Litewskiego i miecznika litewskiego Kazimierza Krzysztofa Sienickiego. W latach 1705–1708 wieś nosiła nazwę Kraśna. W kolejnych latach używano kolejno nazw Krasna i Krasno. Aktualną nazwę wprowadzono dopiero po odzyskaniu przez Polskę niepodległości w 1918 roku. Jest to wieś typu topograficznego. Nazwa wywodzi się od określenia koloru: krasny-czerwony. W okolicy wsi musiały występować tereny podmokłe, pełne rozlewisk i kałuż, pokrytych rdzawymi, tłustymi plamami rudy darniowej. Krasne zdobią liczne krzyże przydrożne, z których 2 pochodzą z końca XIX i 2 z początku XX w. W 1921 roku we wsi powstała niepełna szkoła powszechna, która w 1935 roku otrzymała, jako jedyna w okresie międzywojennym w janowskiej gminie, własny budynek szkolny z boiskiem i ogrodem. Po II wojnie światowej istniała tu pełna szkoła podstawowa. Z uwagi na spadek liczby dzieci w rejonie i powstanie w Janowie gimnazjum, w 2000 roku placówkę oświatową w Krasnem zlikwidowano.